# Retour à l'âge de pierre
Retour à l'âge de pierre (titre original Back to the Stone Age) est le cinquième roman écrit par  Edgar Rice Burroughs en 1935, appartenant au cycle de Pellucidar. Selon le concept de Burroughs, Pellucidar est un continent situé à l'intérieur de la Terre, accessible par des ouvertures aux pôles Nord et Sud. Peuplé d'animaux préhistoriques et habité par des peuplades primitives, il a été découvert par le prospecteur David Innes, qui règne en empereur sur une fédération composée de quelques-uns de ces peuples (voir Au cœur de la Terre et L'empire de David Innes).

## Résumé du roman
Le roman raconte les péripéties du lieutenant Wilhelm Von Horst, qui appartenait à une expédition de secours devant retrouver David Innes et qui en a été séparé lors d'une attaque d'animaux sauvages (voir Tarzan au cœur de la Terre). Non seulement ne retrouve-t-il pas son chemin, mais il est capturé par un trodon, une sorte de kangourou reptilien volant qui l'emmène dans son antre, à l'intérieur du cône d'un volcan, afin d'y être dévoré par sa progéniture. Paralysé par son dard, il fait connaissance avec une autre victime de l'animal, Dangar du pays de Sari. Ayant retrouvé l'usage de ses membres, Von Horst parvient à s'évader en emmenant Dangar avec lui. En attendant que son compagnon sorte de sa paralysie temporaire, il construit un abri et part en chasse. Il fait alors la connaissance de Skruf qu'il sauve des griffes d'un Hyaenodon.
Lorsque Dangar retrouve à son tour l'usage de ses membres, Skruf propose aux deux hommes de se rendre chez lui, à Basti. C'est pour y être trahi par lui car ils sont aussitôt réduits en esclavage par les hommes de son peuple. Von Horst ne tarde pas à organiser une mutinerie et parvient à s'évader avec les autres esclaves dont Dangar, Thorek l'homme-mammouth et la belle La-ja, dont il tombe amoureux. Chaque évadé retourne dans son pays et Von Horst décide d'escorter La-ja jusque chez elle, à Lo-har. Ils traversent la forêt de la mort et sont bientôt capturés par les Gorbus, des êtres troglodytes d'une blancheur cadavérique qui se nourrissent d'humains. Parmi les prisonniers, ils retrouvent Skruf et Frug, chef de la tribu de Basti.
Après avoir délié leurs liens, les quatre prisonniers parviennent à s'évader. Profitant du sommeil de Von Horst, les deux Bastiens enlèvent La-ja. L'officier se met à leur poursuite. En cours de route, il sauve un mammouth, le Vieux Blanc, qui s'était pris dans un piège. Au moment où il va rattraper les Bastiens, il est capturé par les hommes-mammouths, appelés ainsi parce qu'ils domptent et chevauchent les mammouths. Frug est pris avec lui mais Skruf réussit à se sauver en emmenant La-ja avec lui. 
Thorek, l'homme-mammouth qui s'est évadé de Basti avec Von Horst, demande sa libération mais Mamth, le chef, refuse car il veut le voir combattre dans le petit défilé. L'officier et quatre autres prisonniers (dont Frug) y sont emmenés pour combattre des tigres à dents de sabres et des mammouths. Frug est tué dans le combat. Von Horst s'aperçoit que l'un des mammouths est le Vieux Blanc dont il a jadis sauvé la vie. Celui-ci semble s'en souvenir puisqu'il l'embarque sur ses épaules et s'évade en forçant l'entrée du défilé. 
Continuant son chemin sur la piste de La-ja, il retrouve bientôt Skruf et sa captive, assiégés par des hommes à tête de bison, les Ganaks. Skruf est tué, Von Horst et La-ja faits prisonniers. Pour fêter leur prise, les Ganaks s'enivrent. Von Horst et La-ja en profitent pour prendre la poudre d'escampette mais ils ont bientôt les hommes-bisons à leurs trousses. Ces derniers sont finalement dispersés par le Vieux Blanc. C'est avec lui que les deux évadés continuent leur chemin vers Lo-har, le pays de La-ja. 
Arrivé à Lo-har, Von Horst affronte et tue Gaz, un ancien soupirant de La-ja qui voulait l'obliger à devenir sa femme. Lorsque des secours arrivent, menés par David Innes et conduits par Dangar, Von Horst a déjà décidé d'épouser La-ja et de rester à Pellucidar.

## Éditions

### Édition originale américaine
- Titre: Back to the Stone Age.
- Parution en magazine: Argosy (9 janvier-13 février 1937).
- Parution en livre: Edgar Rice Burroughs, Inc. (1937).

### Éditions françaises
- Retour à l'âge de pierre, OPTA (1969).
- Retour à l'âge de pierre, Temps Futurs (1983).
- Retour à l'âge de pierre in Le cycle de Pellucidar, Lefrancq (1997).